# Бойз Таун
Бойз Таун (Boys' Town F.C.) — ямайский футбольный клуб из Кингстона, основанный как христианский проект в 1940 году преподобным отцом Хью Шерлоком для молодежи в Кингстоне. Неоднократный чемпион Ямайки.